# Ououso
Ououso (汪応祖, Ōōso, ? -1413) est le troisième souverain du royaume de Nanzan. Il règne d'environ 1402 à 1413.
Ououso est le deuxième fils de l'ancien roi, Oueishi. Il construit un château (gusuku) à Tomigusuku (豊見城) et s'y établit. Ououso aurait longtemps étudié à Nanjing, où il apprend à construire un bateau-dragon. Après son retour à Ryukyu, il construit beaucoup de bateaux-dragons et organise des courses de bateaux-dragons (en Okinawaïen : 爬竜 ou ハーリー (, Haarii) tous les ans au mois de mai.
Ououso succède à son père en 1402. Il rend également son tribut à la dynastie Ming de Chine comme l'a fait son père et, selon le Chūzan Seifu (中山世譜), offre plusieurs eunuques à la cour Ming, mais l'empereur Yongle les refuse.
Ououso meurt lors d'un coup d'État mené par son frère ainé Tafuchi. Celui-ci s'empare du pouvoir à la mort d'Ououso, mais est lui-même tué par Taromai au cours de la même année.

## Source de la traduction
- (en) Cet article est partiellement ou en totalité issu de l’article de Wikipédia en anglais intitulé « Ououso » (voir la liste des auteurs).
- (zh) Chūzan Seifu(中山世譜)